# SURVIVE
《SURVIVE》是日本音樂組合B'z的第9張原創專輯。於1997年11月19日由Rooms RECORDS發行。

## 概要
與前作『LOOSE』同樣，僅發售通常盤，附屬了小冊子（寫真集）以及用於將小冊子和CD盒一同收納的紙製單開口袖套（Sleeve Case），小冊子的第36頁寫真有2種不同的版本。本作規格為CD EXTRA，在1997年當時的電腦中放入本作CD，即可觀看到B'z的圖像與樂曲歌詞、「Liar! Liar!」的PV。
唱片封面寫真拍攝於美国的LIVE HOUSE「Preservation Hall」。
本作是在即將迎來B'z結成10週年之前的作品，被定位為迄今為止的集大成之作。日後一段時期作為編曲、巡演支援樂手參與的德永曉人首次全面性地參與。專輯標題『SURVIVE』是在閱讀了某海外音樂家「（向年輕音樂家表示）加油給我SURVIVE下去」這樣的訪談後，由懷抱著「掙扎著匍匐前進SURVIVE下去。我覺得那是很美麗的。」這樣的心意所命名。前作是在夏威夷進行前期製作，但本次是在沖繩與福岡進行。
當時，松本孝弘將本作評為「我認為超越了『LOOSE』」「是在現時點的我們的最高傑作」，在2002年的訪談上亦留言表示「重新再聽後覺得是最協調的一張」。此外，在2013年稻葉浩志對於「B'z的No.1專輯是哪張？」的提問舉出了本作，在2018年亦表示「是非常喜歡的專輯」，並將其評為「是與在此之前截然不同的全新B'z，正是所謂的通過一邊掌握住孕育出我們的ROCK口味，一邊將嶄新的事物進行融合製作而成的專輯」。
在前作『LOOSE』發售後的單曲中，未收錄「ミエナイチカラ 〜INVISIBLE ONE〜」、「MOVE」、「Real Thing Shakes」。此外，「あなたならかまわない」是本時期的outtake。
本作是自6th專輯『RUN』以來，在巡迴演唱會上將專輯收錄曲全曲演奏的專輯。
首週達成百萬銷量，累計獲得172.3萬張總銷量紀錄。
於2018年作為結成30週年紀念，與直至『DINOSAUR』為止的原創專輯一同被黑膠唱片化。

## 收錄曲
| CD       | CD                         | CD                                     | CD    |
| 曲序     | 曲目                       | 编曲                                   | 时长  |
| -------- | -------------------------- | -------------------------------------- | ----- |
| 1.       | DEEP KISS                  | 稻葉浩志・松本孝弘・德永曉人           | 4:14  |
| 2.       | （Swimmer啊!!）            | 稻葉浩志・松本孝弘・德永曉人           | 3:17  |
| 3.       | Survive                    | 稻葉浩志・松本孝弘・德永曉人           | 4:47  |
| 4.       | Liar! Liar!                | 稻葉浩志・松本孝弘・德永曉人           | 3:20  |
| 5.       | （Happiness）              | 稻葉浩志・松本孝弘・德永曉人           | 4:49  |
| 6.       | FIREBALL                   | 稻葉浩志・松本孝弘                     | 4:12  |
| 7.       | Do me                      | 稻葉浩志・松本孝弘・德永曉人           | 3:26  |
| 8.       | （哭泣 哭泣 若不再哭泣了） | 稻葉浩志・松本孝弘・德永曉人           | 3:35  |
| 9.       | CAT                        | 稻葉浩志・松本孝弘・德永曉人           | 3:40  |
| 10.      | （既然如此就送給別人吧）   | 稻葉浩志・松本孝弘・德永曉人           | 3:50  |
| 11.      | Shower                     | 稻葉浩志・松本孝弘・德永曉人           | 4:34  |
| 12.      | Calling                    | 稻葉浩志・松本孝弘・德永曉人・池田大介 | 5:53  |
| 总时长： | 总时长：                   | 总时长：                               | 49:37 |

## 樂曲解說
1. 在本專輯製作過程中，第12首製作的樂曲。
是一首由隨著心跳聲逐漸加大，之後以一陣突然其來的激昂吉他聲揭開序幕的樂曲（在途中亦可聽見笑聲）。
開頭的心跳聲及救護車鳴笛聲採用了取樣，在樂曲最後使用了Moog合成器（英语：Moog Synthesizer）取代濾器將稻葉的聲音宛如犬鳴聲呈現[8]。
根據松本表示「在旋律完成後，隨後的編曲令人十分愉快。一但開始著手編曲，便在一天內將編曲完成了[原文 8]」。
在2003年舉行的巡迴演唱會『B'z LIVE-GYM The Final Pleasure "IT'S SHOWTIME!!"』的Hall公演上，睽違5年演奏。
2. （Swimmer啊!!）
標題似乎是取自雜誌《鳩よ!（日语：鳩よ!）》。
以電腦編曲（日语：打ち込み）為主體，是一首將擔任編曲的德永曉人的喜好濃墨重彩地呈現出來的樂曲。
製作於沖繩，據說原為充滿成熟氣息的旋律。
在31st單曲『ultra soul』的2nd beat中，是將歌詞做了部分更改並追加編曲後收錄。
在決定精選輯『B'z The Best "Treasure"』收錄曲的粉絲票選中排行第15位。在『B'z The Best "ULTRA Treasure"』的粉絲票選中亦是排行第15位，實現了首次收錄於精選輯[9]。
出演1997年的『MUSIC STATION SPECIAL SUPERLIVE』時，與「Calling」一同披露。當時，間奏的電腦編曲（日语：打ち込み）被更改為松本的吉他獨奏，之後的電腦編曲被更改為貝斯的Slapping（日语：Slapping (music)）等，是以包含了將編曲略為改編的狀態來演奏。
因於2000年發售的演唱會影像作品『once upon a time in 横浜 〜B'z LIVE GYM'99 "Brotherhood"〜』發售前，在募集「希望能將其影像化的演唱會影像」（映像化して欲しいライブ映像）點播時獲得第1位，而在同作中作為Bonus Track，收錄了在『B'z LIVE-GYM '98 "SURVIVE"』上的演奏影像。
3. 在本專輯製作過程中，第7首製作的樂曲。
本作標題曲，但與全為大寫字母的專輯標題相對而立，樂曲這方成為了僅首字母大寫。
當完成歌詞時，便決定將其作為專輯標題。
根據成員表示「反映出了目前的心境[原文 9]」。
在2013年舉行的巡迴演唱會『B'z LIVE-GYM Pleasure 2013 -ENDLESS SUMMER-』上，睽違15年演奏。
4. 23rd單曲，以及本作的先行單曲。
在本專輯製作過程中最後（第13首）製作的樂曲。
是專為專輯而製作，但因完成後認為相當出色而將其發行成單曲。
5. （Happiness）
朝日電視台系連續劇『千面女郎 PartⅡ』片尾曲。
人聲是以「純樸」為重點進行錄音[8]。
松本以原聲吉他演奏了本曲的吉他獨奏，並採用了暫錄的Take。
曲中所使用的原聲吉他為馬丁吉他公司於1937年製造[10]。
當初結尾後半部分亦有眾多樂器伴奏，但最終改為了基於稻葉的假音以和聲為主體的編曲[10]。
除了被收錄於抒情精選輯『The Ballads 〜Love & B'z〜』以外，亦獲得粉絲票選第30位被收錄於『B'z The Best "ULTRA Treasure"』[9]。
在2008年舉行的巡迴演唱會『B'z LIVE-GYM 2008 "ACTION"』上久違演奏，在2013年舉行的巡迴演唱會『B'z LIVE-GYM Pleasure 2013 -ENDLESS SUMMER-』上亦有演奏。
6. 21st單曲。
是一首於本作錄音期間更早之前的1996年12月完成的樂曲。
7. 原標題為「DO-ME」。
是在『B'z LIVE-GYM Pleasure '97 "FIREBALL"』的排練中即興演奏時創作出的樂曲。
作為同巡演的未發表曲披露，因收到許多請求而被收錄於本作中。
與當時所披露的原曲相比，歌詞及編曲做了大幅度變更。
在上述中首次披露的巡迴演唱會是作為B'z名義的首次巨蛋巡演，當中的名古屋巨蛋公演亦成為了該會場的柿落（日语：こけら落し）公演。
在直至「Liar! Liar!」完成為止是單曲候補。
8. （哭泣 哭泣 若不再哭泣了）
原製作於1994年左右的樂曲。
樂曲製作當初以「三連搖滾抒情」（三連ロックバラード）為構想，據說遲遲無法拿定編曲，但通過從稻葉手邊借來的Gibson Flying V（日语：ギブソン・フライングV）音色為契機解決了。
結尾的吉他獨奏使用了Bogner（英语：Bogner Amplification）的放大器[10]。
歌詞描寫了男方安慰女方的情境[10]。
亦有被收錄於抒情精選輯『The Ballads 〜Love & B'z〜』。
在2007年舉行的巡迴演唱會『B'z SHOWCASE 2007 "19"』上久違演奏，在2015年舉行的粉絲俱樂部限定演唱會『B'z SHOWCASE 2015 -品川有頂天NIGHT-』上亦有演奏。
9. 在專輯製作過程中，第2首製作的樂曲。
歌詞所描寫的是將不受拘束的女性比喻成貓[8]。
樂曲的歌聲伊始，是重疊了以純一度高1個八度音的聲調所演唱的人聲[8]。
亦存在PV，由打扮成戴著墨鏡身著西裝，一邊走在夜晚的街道上一邊歌唱的稻葉的影像所構成。
10. （既然如此就送給別人吧）
本曲亦是製作於沖繩的樂曲。
是一首大量引入了銅管樂器及鋼琴，充滿強烈放克色彩的樂曲。
在廣告中播放了成員及工作人員們聚集在一起，並一同歌唱了本曲的影像。
11. 本曲亦是製作於沖繩的樂曲，歌詞也成為了是基於從在沖繩住宿的旅館裡看到的風景。此外，副歌前的假音和聲亦是稻葉已在沖繩的旅館裡所唱的[8]。
使用了Fender Rhodes（英语：Rhodes Piano）及打擊樂器。
在演唱會上僅披露於新潟和沖繩。
12. 22nd單曲。
在專輯製作過程中，第1首製作的樂曲。
與「Liar! Liar!」相反，似乎是花費最多時間完成的樂曲，根據成員表示「本專輯的錄音是始於本曲，終於本曲[原文 10]」。
13. （Swimmer啊!! (LIVE ver.)）
14. 本曲與前曲是僅收錄於臺灣盤、香港盤的Bonus Track，音源來自過去的影像作品。

## 商業搭配
關於單曲請參見各作品條目
- 朝日電視台系連續劇『千面女郎 PartⅡ』片尾曲(#5)

## 製作人員
- 松本孝弘：吉他、貝斯 (#6)、全曲作曲・編曲
- 稻葉浩志：主唱、和聲、全曲作詞・編曲
- 德永曉人：貝斯 (#1-4.7-12)、編曲 (#1-5.7-12)
- 池田大介（日语：池田大介 (編曲家)）：編曲 (#12)
- 明石昌夫：貝斯 (#12)
- 山木秀夫（日语：山木秀夫）：爵士鼓 (#1-3.5-12)
- 青山純（日语：青山純）：爵士鼓 (#12)
- 小野塚晃（日语：小野塚晃） (DIMENSION)：鋼琴 (#3.5.8.10.12)、哈蒙德風琴（英语：Hammond organ） (#5.7.8.10)、合成器 (#5)、YAMAHA CS-10 (#9)、Fender Rhodes（英语：Rhodes Piano） (#11)
- 數原晉（日语：数原晋）：小號 (#7.10)
- 河東伸夫：小號 (#7.10)
- 中川英二郎（日语：中川英二郎）：長號 (#7.10)
- Bob Zung：薩克斯風 (#7.10)
- 日色Strings：弦樂器 (#8.9)
- 篠崎（日语：篠崎正嗣）Strings：弦樂器 (#12)
- 齊藤信夫（日语：斎藤ノブ）：打擊樂器 (#11)
- 甲斐冴子 (So-Fi)：和聲 (#7)
- B.B.IKKIES：和聲 (#1.10)

## 演唱會影像作品
關於單曲請參見各作品條目
- B'z LIVE-GYM Hidden Pleasure 〜Typhoon No.20〜

- once upon a time in 横浜 〜B'z LIVE GYM'99 "Brotherhood"〜
- B'z LIVE-GYM 2015 -EPIC NIGHT-

- B'z LIVE-GYM Pleasure 2013 ENDLESS SUMMER -XXV BEST-

- B'z LIVE-GYM Pleasure 2013 ENDLESS SUMMER -XXV BEST-

- B'z The Best "ULTRA Treasure" (特典DVD)
- B'z LIVE in なんば 2006 & B'z SHOWCASE 2007 -19- at Zepp Tokyo（日语：B'z LIVE in なんば 2006 & B'z SHOWCASE 2007 -19- at Zepp Tokyo）

- B'z LIVE-GYM Hidden Pleasure 〜Typhoon No.20〜

## 腳註

### 出典
1. ↑  . The Record (日本唱片協會). 1998-01, (458): 9  [2020-07-19]. （原始内容存档于2020-07-19）.
2. ↑  . 日本唱片協會.   [2019-11-23]. （原始内容存档于2019-06-23）.
3. ↑  . MRM. 2013: 175.
4. ↑   97. B'z Party. 2013-03.
5. ↑   120. B'z Party. 2018-12.
6. ↑  . MRM. 2013: 248.
7. ↑  . rockin'on.com (rockin'on). 2018-03-22  [2018-11-10]. （原始内容存档于2018-11-10）.
8. 1 2 3 4 5  . MRM. 2013: 57.
9. 1 2  . BARKS (JAPAN MUSIC NETWORK株式會社). 2008-07-16  [2019-11-23]. （原始内容存档于2020-06-14）.
10. 1 2 3 4  . Music Freak Magazine. MRM.   [2019-11-23]. （原始内容存档于2013-11-08）.

## 外部連結
- B'z DISCOGRAPHY『SURVIVE』（页面存档备份，存于） ※可試聽樂曲